# Gloriet (Vlčí kopec)
Gloriet je lovecký pavilon nad údolím řeky Oslavy v okrese Třebíč v Kraji Vysočina. Gloriet byl postaven v roce 1830 na popud majitele panství a nedalekého zámečku na Vlčím kopci Jindřicha Viléma III. Haugwitze. Je chráněn jako kulturní památka České republiky.

## Historie a popis
Stavba byla vybudována ve stylu historizujícího romantismu a později upravena novogoticky. V roce 2003 byl objekt rekonstruován státním podnikem Lesní správa Náměšť nad Oslavou, LČR.
Gloriet válcovitého tvaru stojí na kamenné podezdívce, vstupní otvor je obdélníkového tvaru s ustupujícím záklenkem. Proti vchodovému otvoru je umístěno 5 vyhlídkových otvorů. V objektu se měla nacházet podlaha z dubových parket a kulatý stůl s židlemi. V současnosti je gloriet bez vnitřního vybavení.

## Galerie

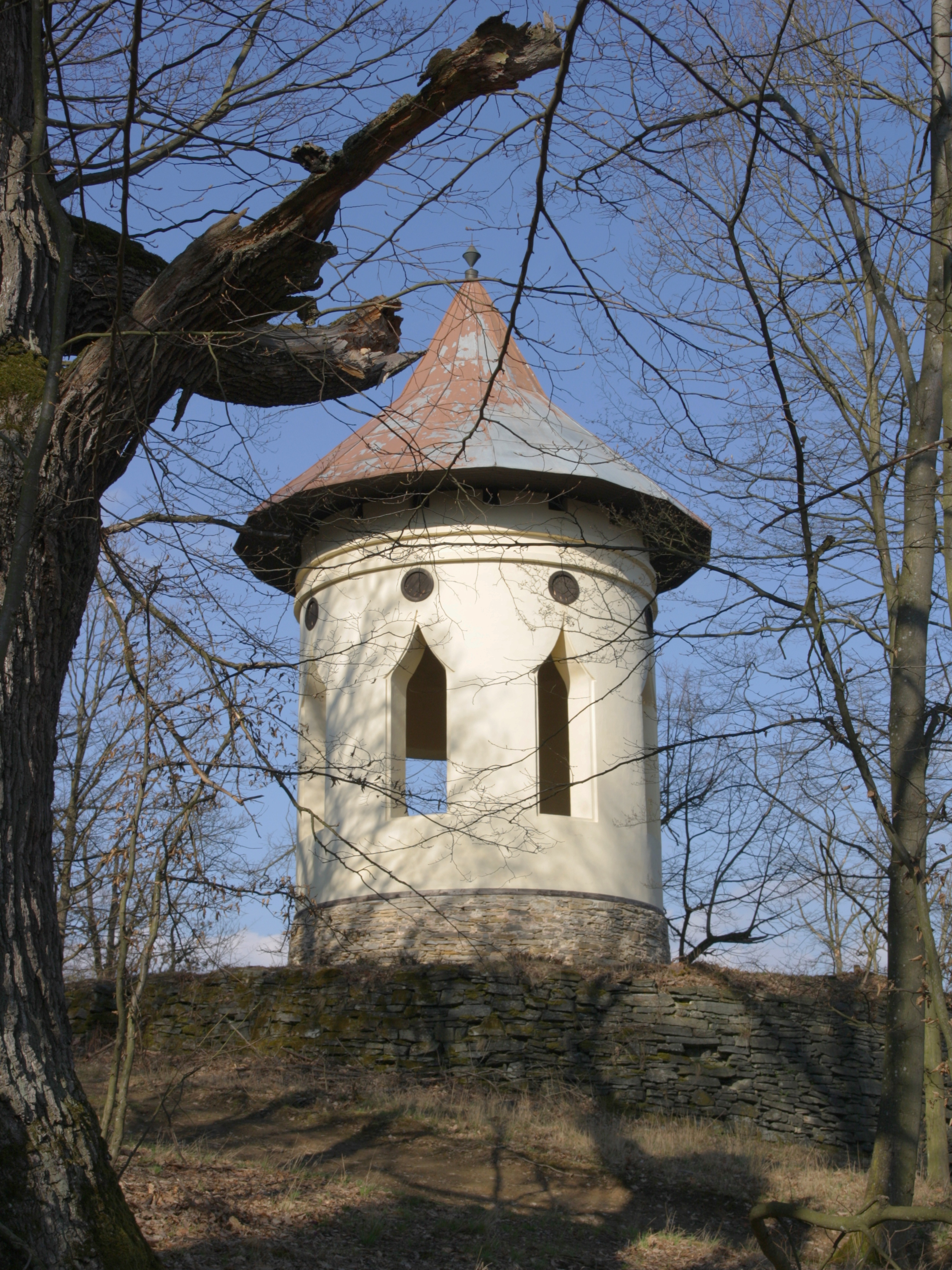
jižní pohled
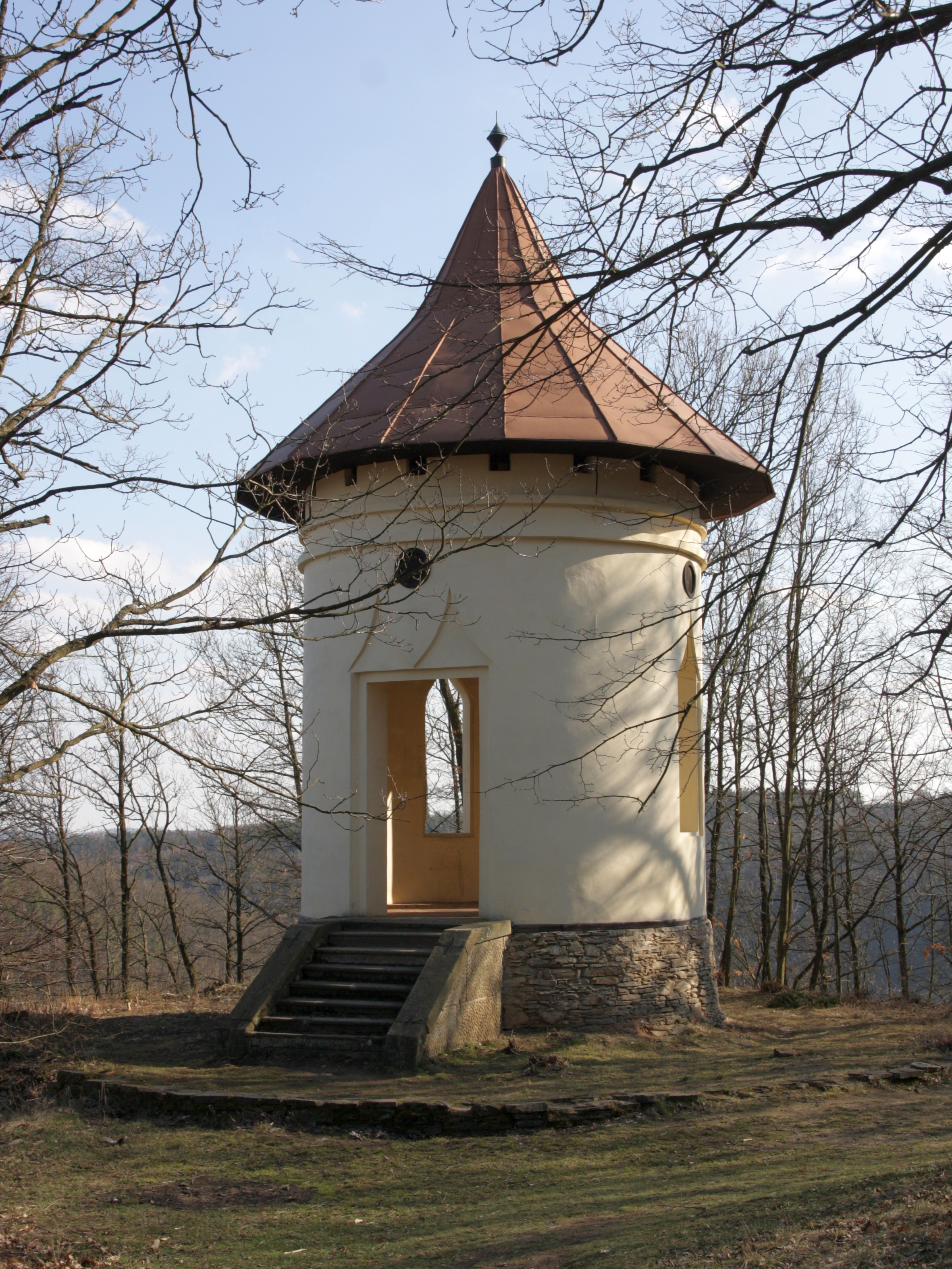
vstupní strana
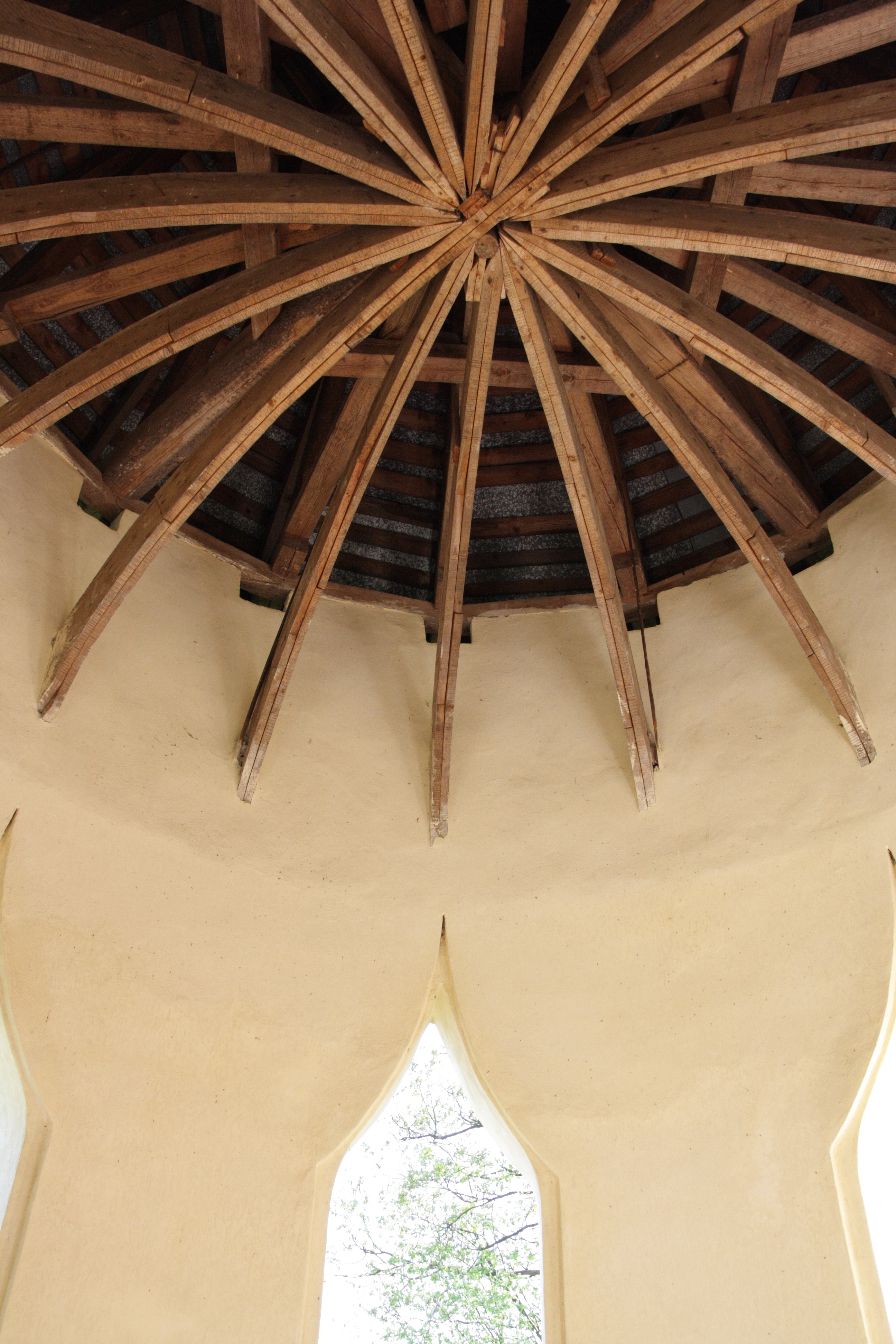
interiér
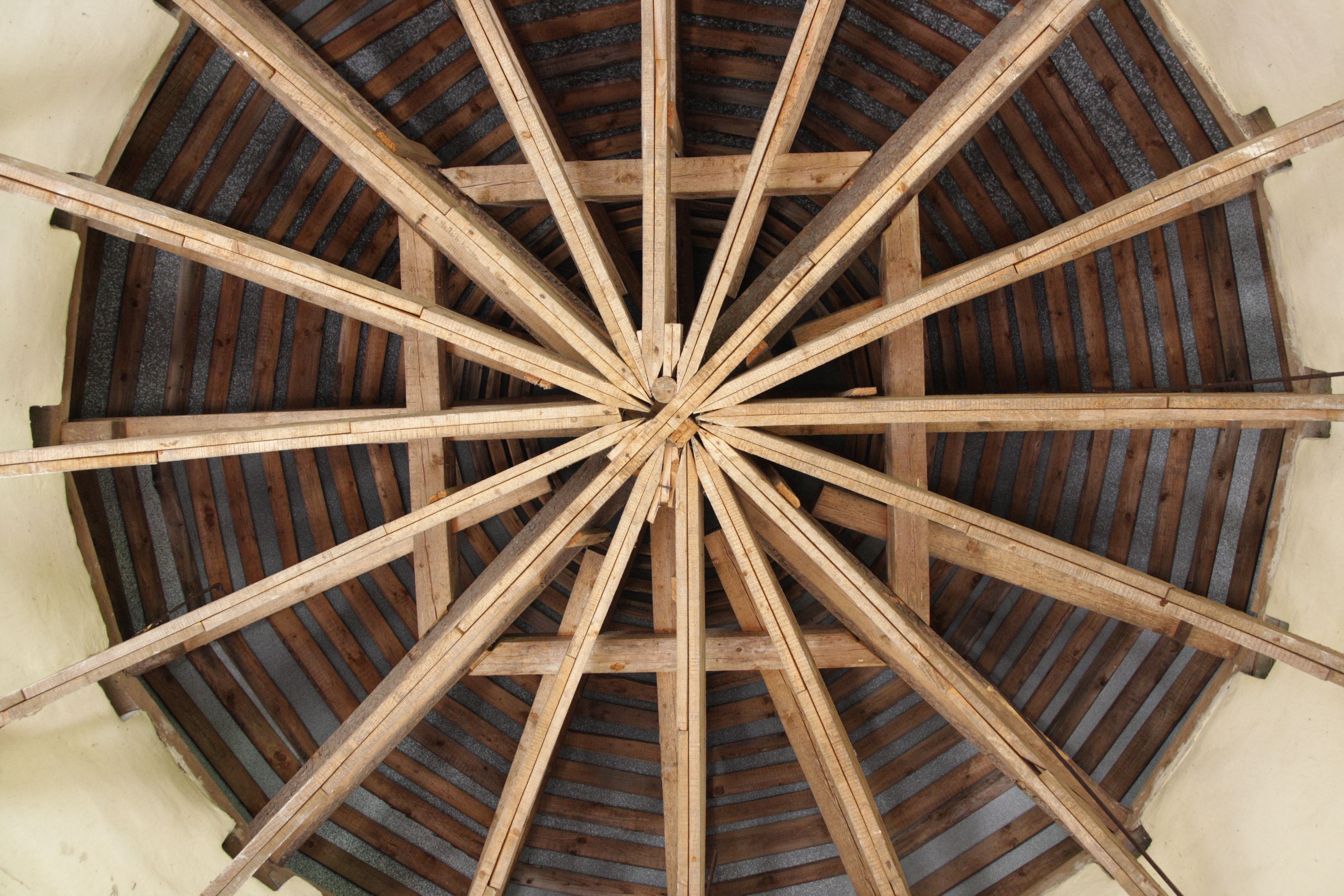
krov